# Canton de Chantonnay
Le canton de Chantonnay est une circonscription électorale française située dans le département de la Vendée et la région des Pays de la Loire.

## Histoire
Le canton de Chantonnay est reconduit par l'article 4 du décret no 2014-169 du 17 février 2014 ; il se compose de communes situées dans les anciens cantons des Essarts, de Chantonnay, de Pouzauges et de La Roche-sur-Yon-Sud. 

## Représentation

### Conseillers d'arrondissement (de 1833 à 1940)
| Période                                  | Période | Identité                              | Étiquette                | Qualité |
| ---------------------------------------- | ------- | ------------------------------------- | ------------------------ | --- |
| 1833                                     | 1836    | Mathieu Sébastien Majou (1777-1861)   |                          | Propriétaire, maire de Chantonnay                                                                           |
| 1836                                     | 1848    | Philippe Louis Esgonnière (1783-1867) |                          | Propriétaire, maire de Bournezeau                                                                           |
|                                          |         |                                       |                          | |
| av.1865                                  |         | Jules-Édouard Majou                   |                          | Maire de Saint-Germain-de-Prinçay                                                                           |
|                                          |         |                                       |                          | |
| 1901                                     | 1910    | Henri Paris                           | Républicain Progressiste | Docteur en médecine à Chantonnay                                                                            |
| 1910                                     |         | Victor Rochereau                      | Républicain Libéral      | Négociant et industriel à Chantonnay, député (1914-1942)                                                    |
|                                          |         |                                       |                          | |
| 1931                                     | 1940    | Henri Vincendeau                      | Conservateur             | Vétérinaire à Puybelliard                                                                                   |
| 1940                                     |         |                                       |                          | Les conseils d'arrondissement ont été suspendus par la loi du 12 octobre 1940 et n'ont jamais été réactivés |
| Les données manquantes sont à compléter. |         |                                       |                          | |

### Conseillers généraux (de 1833 à 2015)
| Période | Période      | Identité                           | Étiquette                | Qualité |
| ------- | ------------ | ---------------------------------- | ------------------------ | --- |
| 1833    | 1843         | Félix Pierre Marchegay de Lousigny | Opposition libérale      | Propriétaire à Saint-Germain-de-Prinçay Ancien député (1820-1822, 1827-1830, 1831-1832)                                                         |
| 1843    | 1860 (décès) | Pierre Constant Meunier            |                          | Ancien officier d'infanterie Propriétaire, maire de Chantonnay                                                                                  |
| 1860    | 1871 (décès) | Eugène Querqui                     |                          | Maire de Puybelliard |
| 1871    | 1892         | Aristide Daniel-Lacombe            | Républicain              | Propriétaire Maire de Bournezeau (1870-1874 et 1878-1892)                                                                                       |
| 1892    | 1906 (décès) | Zénobe-Alexis, marquis de Lespinay | Conservateur             | Propriétaire Député (1898-1906) Maire de Chantonnay                                                                                             |
| 1906    | 1910         | Clément Ouvrard                    | Conservateur             | Docteur en médecine, maire de Chantonnay (1906-1908)                                                                                            |
| 1910    | 1919         | Henri Paris                        | Républicain Progressiste | Docteur en médecine à Chantonnay, conseiller d'arrondissement                                                                                   |
| 1919    | 1940         | Henri Rochereau                    | Conservateur             | Expert Maire de Chantonnay Nommé conseiller départemental en 1943                                                                               |
|         |              |                                    |                          | |
| 1945    | 1951         | Henri Rochereau                    | PRL-CNI                  | Expert Maire de Chantonnay |
| 1951    | 1988         | Michel Crucis                      | CNI puis UDF-PR          | Conseiller juridique et fiscal Député (1958-1962) Sénateur (1977-1995) Président du conseil général (1970-1988) Maire de Chantonnay (1953-1995) |
| 1988    | 1992 (décès) | Nicole Jouhier                     | DVD                      | Propriétaire à Chantonnay |
| 1992    | 1994         | Maurice Bedon                      | DVD                      | Historien Adjoint au maire de Chantonnay |
| 1994    | 2015         | Gérard Villette                    | RPR puis MPF puis DVD    | Pharmacien Maire de Chantonnay (1995-2020) Conseiller régional Suppléant du député Dominique Caillaud Vice-président du conseil général         |

### Conseillers départementaux (depuis 2015)
| Période élective | Période élective | Mandat | Mandat   | Identité           | Nuance | Nuance | Qualité |
| ---------------- | ---------------- | ------ | -------- | ------------------ | ------ | ------ | --- |
| 2 avril 2015     | 2021             | 2015   | 2021     | Yves Auvinet       |        | DVD    | Secrétaire général de mairie Président du conseil départemental de la Vendée (2015-2021) Maire de La Ferrière (1995-2015) Ancien conseiller général du Canton des Essarts (2010-2015) |
| 2 avril 2015     | 2021             | 2015   | 2021     | Isabelle Moinet    |        | DVD    | Fonctionnaire 1re adjointe (2014-2020) puis maire de Chantonnay (depuis 2020) |
| 2021             | 2028             | 2021   | en cours | Cyrille Guibert    |        | DVD    | Chargé d'études en aménagements, maire de Sainte-Cécile |
| 2021             | 2028             | 2021   | en cours | Alexandra Gaboriau |        | DVD    | Cadre de la fonction publique territoriale, maire de Thorigny |

Lors des élections départementales de 2015, le binôme composé de Yves Auvinet et Isabelle Moinet (Union de la Droite) est élu au premier tour avec 54,67 % des voix. Le taux de participation est de 55,23 % (16 689 votants sur 30 217 inscrits) contre 52,59 % au niveau départemental et 50,17 % au niveau national.
Lors des élections départementales de 2021, le binôme composé de Alexandra Gaboriau et Cyrille Guibert est élu au second tour avec 74,54 % des voix.

## Composition

### Composition avant 2015

Le canton dans le découpage de 1979.

L'ancien canton de Chantonnay regroupait originellement 14 communes en 1801, puis, 13 en 1827, 12 en 1833, 10 en 1964 et enfin 8 à partir de 1972 :
- Chantonnay (chef-lieu) ;
- Chassais-l'Église (1801-1827 ; fusion avec Sigournais en 1827) ;
- Bournezeau ;
- Puybelliard (1801-1964 ; fusion avec Chantonnay en 1964) ;
- Puymaufrais (1801-1833 ; fusion avec Saint-Vincent-Fort-du-Lay en 1833) ;
- Rochetrejoux ;
- Saint-Mars-des-Prés (1801-1964 ; fusion avec Chantonnay en 1964) ;
- Saint-Germain-de-Prinçay ;
- Saint-Hilaire-le-Vouhis ;
- Saint-Philbert-du-Pont-Charrault (1801-1972 ; fusion avec Chantonnay en 1972) ;
- Saint-Prouant ;
- Saint-Vincent-Fort-du-Lay (1801-1833 ; fusion avec Puymaufrais en 1833) ;
- Saint-Vincent-Puymaufrais (1833-1972 ; fusion avec Bournezeau en 1972) ;
- Saint-Vincent-Sterlanges ;
- Sigournais.

### Composition depuis 2015

Le canton dans le découpage de 2015.

Lors du redécoupage de 2014, le canton comprenait 19 communes entières.
À la suite de la création de la commune nouvelle des Essarts-en-Bocage au 1er janvier 2016, issue du regroupement entre Boulogne, Les Essarts, L'Oie et Sainte-Florence, le nombre de commune passe de 19 à 16.
Le 1er janvier 2024, les communes déléguées de Sainte-Florence et L'Oie quittent la commune nouvelle d'Essarts-en-Bocage et sont érigées en communes séparées. Le canton comprend désormais dix-huit communes entières.
| Nom                                | Code Insee | Intercommunalité                        | Superficie (km2) | Population (dernière pop. légale) | Densité (hab./km2) | Modifier                                    |
| ---------------------------------- | ---------- | --------------------------------------- | ---------------- | --------------------------------- | ------------------ | ------------------------------------------- |
| Chantonnay (bureau centralisateur) | 85051      | CC du Pays-de-Chantonnay                | 82,91            | 8 518 (2022)                      | 103                | modifier les données · modifier les données |
| Le Boupère                         | 85031      | CC du Pays-de-Pouzauges                 | 43,48            | 3 170 (2022)                      | 73                 | modifier les données · modifier les données |
| Bournezeau                         | 85034      | CC du Pays-de-Chantonnay                | 60,49            | 3 471 (2022)                      | 57                 | modifier les données · modifier les données |
| Essarts-en-Bocage                  | 85084      | CC du Pays-de-Saint-Fulgent-les-Essarts | 68,47            | 6 835 (2022)                      | 100                | modifier les données · modifier les données |
| La Ferrière                        | 85089      | CA La Roche-sur-Yon - Agglomération     | 47,17            | 5 411 (2022)                      | 115                | modifier les données · modifier les données |
| Fougeré                            | 85093      | CA La Roche-sur-Yon - Agglomération     | 26,89            | 1 242 (2022)                      | 46                 | modifier les données · modifier les données |
| La Merlatière                      | 85142      | CC du Pays-de-Saint-Fulgent-les-Essarts | 14,86            | 1 010 (2022)                      | 68                 | modifier les données · modifier les données |
| L'Oie                              | 85165      | CC du Pays-de-Saint-Fulgent-les-Essarts | 14,06            | 1 264 (2022)                      | 90                 | modifier les données · modifier les données |
| Rochetrejoux                       | 85192      | CC du Pays-de-Chantonnay                | 10,92            | 980 (2022)                        | 90                 | modifier les données · modifier les données |
| Saint-Germain-de-Prinçay           | 85220      | CC du Pays-de-Chantonnay                | 24,34            | 1 629 (2022)                      | 67                 | modifier les données · modifier les données |
| Saint-Hilaire-le-Vouhis            | 85232      | CC du Pays-de-Chantonnay                | 28,91            | 1 095 (2022)                      | 38                 | modifier les données · modifier les données |
| Saint-Martin-des-Noyers            | 85246      | CC du Pays-de-Chantonnay                | 41,74            | 2 540 (2022)                      | 61                 | modifier les données · modifier les données |
| Saint-Prouant                      | 85266      | CC du Pays-de-Chantonnay                | 12,86            | 1 671 (2022)                      | 130                | modifier les données · modifier les données |
| Saint-Vincent-Sterlanges           | 85276      | CC du Pays-de-Chantonnay                | 4,46             | 753 (2022)                        | 169                | modifier les données · modifier les données |
| Sainte-Cécile                      | 85202      | CC du Pays-de-Chantonnay                | 32,73            | 1 587 (2022)                      | 48                 | modifier les données · modifier les données |
| Sainte-Florence                    | 85212      | CC du Pays-de-Saint-Fulgent-les-Essarts | 17,09            | 1 338 (2022)                      | 78                 | modifier les données · modifier les données |
| Sigournais                         | 85282      | CC du Pays-de-Chantonnay                | 18,30            | 972 (2022)                        | 53                 | modifier les données · modifier les données |
| Thorigny                           | 85291      | CA La Roche-sur-Yon - Agglomération     | 32,15            | 1 255 (2022)                      | 39                 | modifier les données · modifier les données |
| Canton de Chantonnay               | 8503       |                                         | 581,83           | 44 741 (2022)                     | 77                 | modifier les données                        |

### Intercommunalités
Le canton de Chantonnay est à cheval sur trois communauté de communes et une communauté d’agglomération :
- la communauté de communes du Pays-de-Chantonnay dans son intégralité (dix communes) ;
- la communauté de communes du Pays-de-Pouzauges (une commune) ;
- la communauté de communes du Pays-de-Saint-Fulgent-les-Essarts (quatre communes) ;
- La Roche-sur-Yon-Agglomération (trois communes).

## Démographie

### Démographie avant 2015
| 1962   | 1968   | 1975   | 1982   | 1990   | 1999   | 2006   | 2011   | 2012   |
| ------ | ------ | ------ | ------ | ------ | ------ | ------ | ------ | ------ |
| 13 112 | 12 936 | 13 694 | 14 546 | 15 346 | 15 571 | 16 808 | 17 878 | 18 016 |

### Démographie depuis 2015
En 2022, le canton comptait 44 741 habitants, en évolution de +4,37 % par rapport à 2016 (Vendée : +5,33 %, France hors Mayotte : +2,11 %).
| 2013   | 2018   | 2022   |
| ------ | ------ | ------ |
| 41 774 | 43 663 | 44 741 |